# 藤井睦子
藤井 睦子（ふじい むつこ、1962年〈昭和37年〉 - ）は日本の公務員。2020年（令和2年）現在、大阪府庁の健康医療部の部長として、新型コロナウイルス感染症対策「大阪モデル」などの指揮を執っている。京都大学iPS細胞研究所名誉所長（教授）の山中伸弥や自由民主党（自民党）参議院幹事長の世耕弘成は、国立大阪教育大学附属高等学校天王寺校舎の同級生。

## 略歴
大阪府出身、国立大阪教育大学附属高等学校天王寺校舎卒業。1986年（昭和61年）3月、京都大学教育学部を卒業。翌4月、大阪府庁に入庁。主に総務や財務の業務に従事し、大阪府教育委員会教育次長、財務部次長など歴任。2015年（平成27年）4月、地方独立行政法人大阪府立病院機構に出向し、理事兼事務局長。2017年4月、大阪府庁に戻り健康医療部長。

### 年譜
- 1986年（昭和61年） - 4月、職員研修所主事
- 1990年（平成2年） - 4月、
  - 埼玉大学大学院政策科学科（修士課程）修了[1]
  - 総務部人事課主事
- 1993年 - 4月、総務部人事課主査
- 1996年 - 4月、企画調整部企画室主任企画員
- 2001年 - 4月、総務部財政課課長補佐
- 2006年 - 4月、総務部行政改革室参事
- 2007年 - 4月、大阪府教育委員会事務局教育政策室教育総務企画課参事
- 2008年 - 4月、教育総務企画課長
- 2011年 - 4月、教育委員会事務局教育次長
- 2014年 - 4月、財務部次長
- 2015年 - 4月、大阪府立病院機構理事兼本部事務局長
- 2017年 - 4月、健康医療部長[4]

## 人物
「福祉や教育に携わる仕事を志望」して男女雇用機会均等法の施行された最初の年に大阪府庁に入庁した女性。1995年（平成7年）1月と1998年10月には、産前・産後休暇や育児休業を取得し子ども2人を出産。復帰後、朝4時起きの「超早起き作戦」で子育てと両立した。
世耕弘成元経済産業大臣（自由民主党参議院幹事長）や山中伸弥京都大学iPS細胞研究所名誉所長・教授は附属高天王寺の同級生で、2012年（平成24年）10月、京都大学再生医科学研究所教授の山中に人工多能性幹 (iPS) 細胞に関してノーベル生理学・医学賞授与が決まった際、藤井は「ただただうれしい。（山中）本人はいつものように淡々としているかもしれないが、こちらは浮かれてしまう」と、産経新聞の取材に答えている。
浮かれやすい性格について「私、せっかちなんです」。一方で2020年（令和2年）現在、健康医療部の部長として新型コロナウイルス感染症の流行対策で、せっかちな性格が幸いしたのか特別班250人に迅速な指揮を執り「私は一貫して行政の人間で、この（医療分野の）仕事もまだ5年目。そういう意味では慣習、慣例にうといんだと思います」と述べている。
なお、「自分の力はいくつになっても伸びると思っているんですね。だからいくつになってもチャレンジする」といい、50歳を過ぎて、未経験の医療分野の部署に異動した際、持ち前のせっかちさで本を読みあさり「もの凄く勉強した」という。